# Sid Ahmed Mahrez
Sid Ahmed Mahrez (ur. 15 grudnia 1970) – algierski piłkarz grający na pozycji bramkarza.

## Kariera klubowa
Swoją karierę piłkarską Mahrez rozpoczął w klubie JS Kabylie. W 1995 roku zadebiutował w jego barwach w pierwszej lidze algierskiej. W 1995 roku zdobył z nim Afrykański Puchar Zdobywców Pucharów. Wraz z JS Kabylie wywalczył również mistrzostwo Algierii (1995) i dwa Puchary Algierii (1992, 1994).
W latach 1999–2002 Mahrez grał w CR Belouizdad. W latach 2000 i 2001 został z nim mistrzem kraju. W swojej karierze grał też w OMR El Annasser, WA Boufarik i CR Zaouia, w którym w 2007 roku zakończył karierę.

## Kariera reprezentacyjna
W reprezentacji Algierii Mahrez zadebiutował w 1995 roku. W 1998 roku został powołany do kadry na Puchar Narodów Afryki 1998. Na nim był rezerwowym i nie rozegrał żadnego spotkania. Od 1995 do 1998 roku wystąpił w 3 meczach kadry narodowej.